# Ficus burtt-davyi
Ficus burtt-davyi là một loài thực vật có hoa trong họ Moraceae. Loài này được Hutch. mô tả khoa học đầu tiên năm 1916.

## Hình ảnh

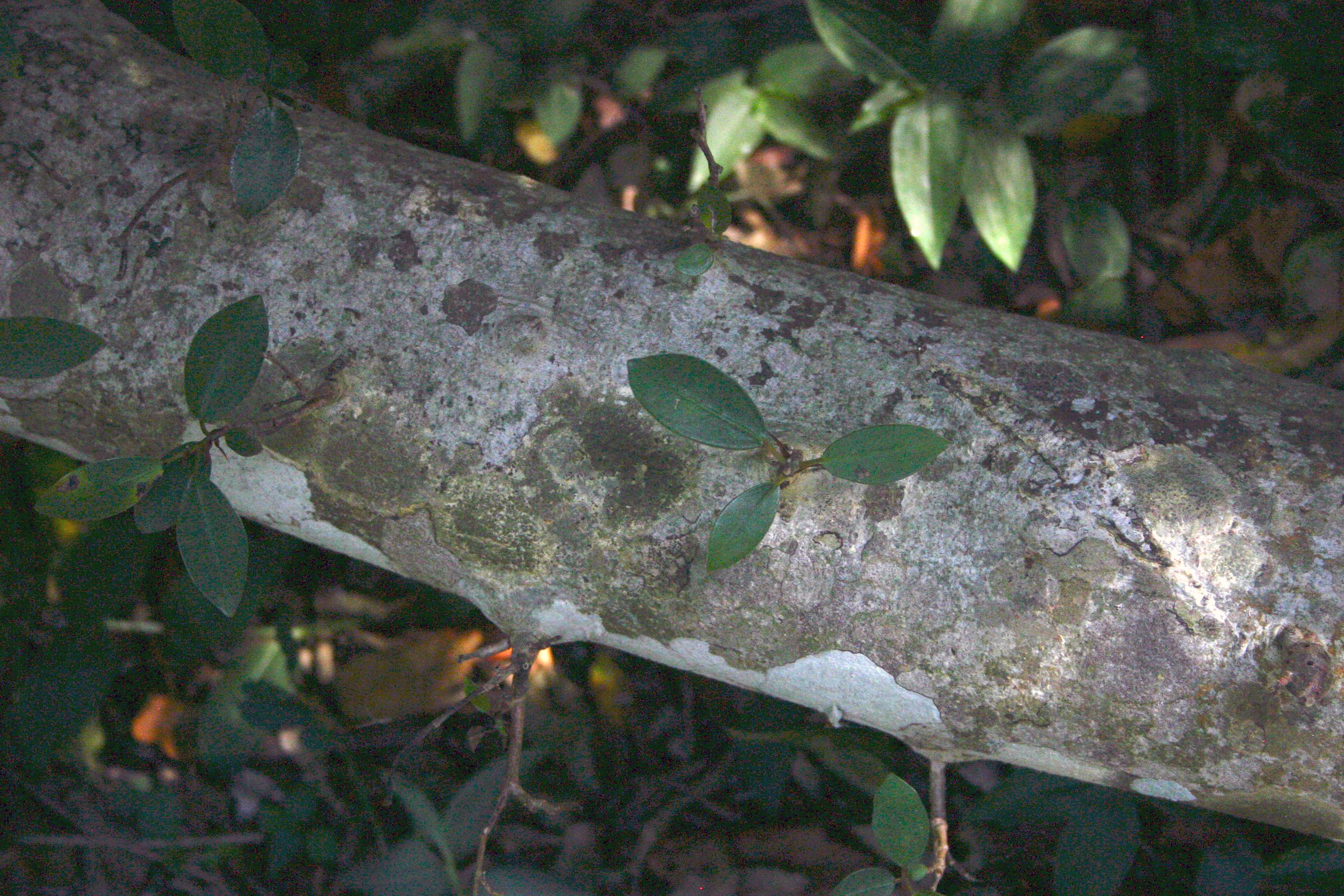
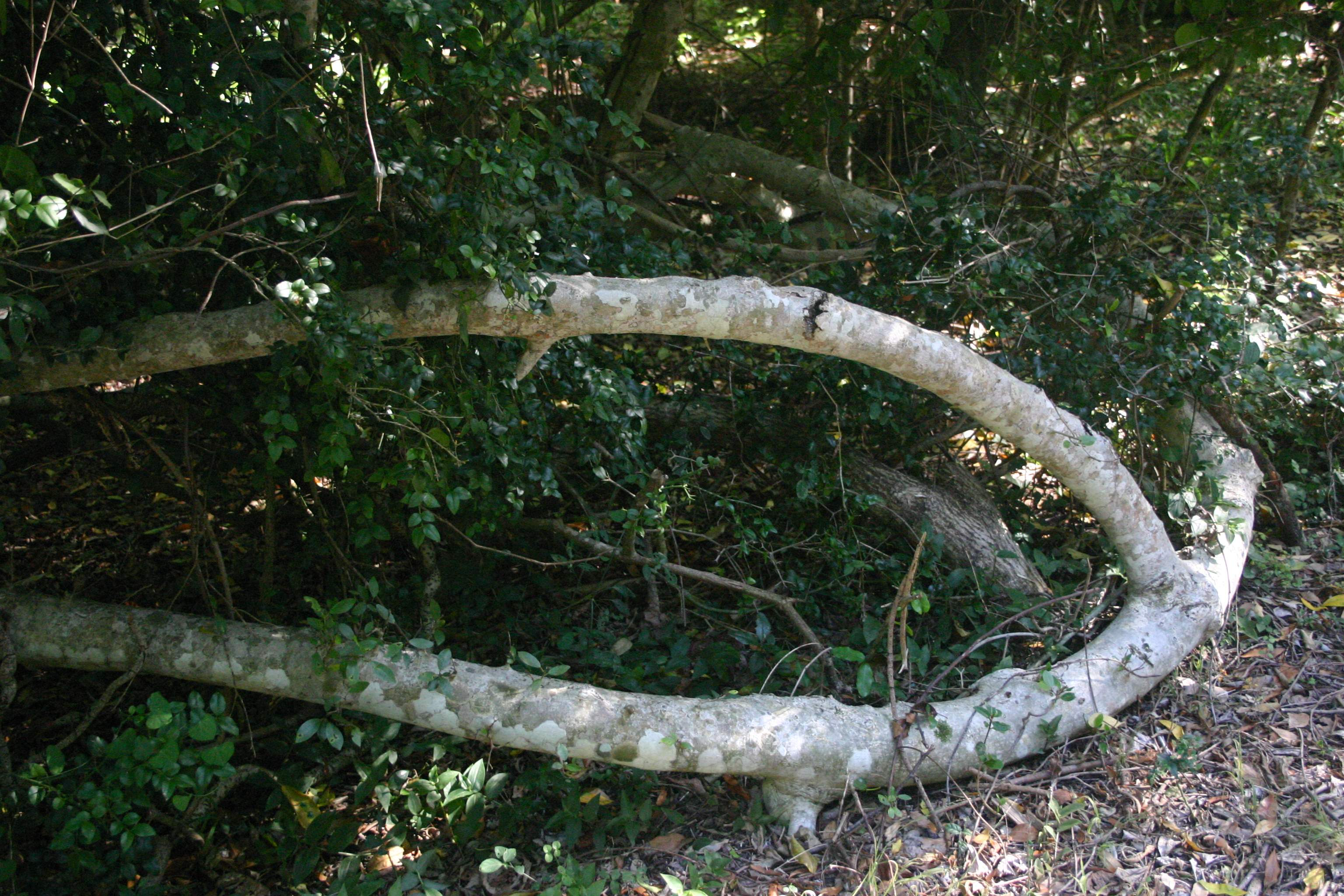